# Laméac
Laméac ist eine französische Gemeinde mit 150 Einwohnern (Stand 1. Januar 2022) im Département Hautes-Pyrénées in der Region Okzitanien (vor 2016: Midi-Pyrénées). Sie gehört zum Arrondissement Tarbes und zum Kanton Val d’Adour-Rustan-Madiranais.
Die Einwohner werden Laméacais und Laméacaises genannt.

## Geographie
Laméac liegt am Arros, circa 17 Kilometer nordöstlich von Tarbes in der historischen Grafschaft Bigorre am nördlichen Rand des Départements. Im Osten begrenzt der Lurus das Gemeindegebiet.
Umgeben wird Laméac von den sechs Nachbargemeinden:
|        | Saint-Sever-de-Rustan                       |                  |
| Peyrun | Kompassrose, die auf Nachbargemeinden zeigt | Bouilh-Devant    |
| Jacque | Chelle-Debat                                | Trouley-Labarthe |

## Einwohnerentwicklung

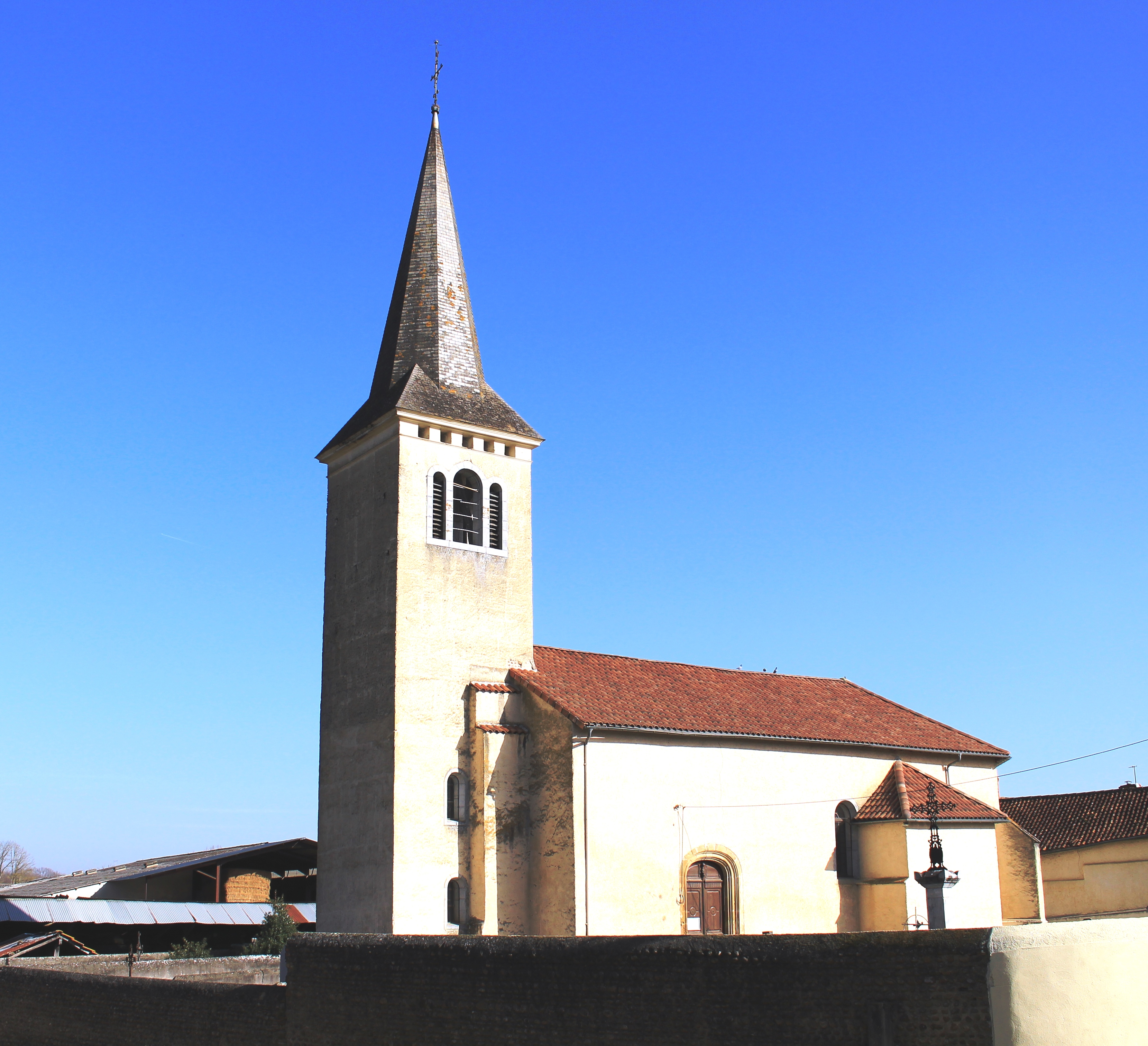
Pfarrkirche Saint-Germé

Nach Beginn der Aufzeichnungen stieg die Einwohnerzahl bis zur Mitte des 19. Jahrhunderts auf einen Höchststand von rund 510. In der Folgezeit sank die Größe der Gemeinde bei kurzen Erholungsphasen bis zu den 1980er Jahren auf ihren tiefsten Wert mit 105 Einwohnern, bevor eine Phase mit moderatem Wachstum einsetzte, die heute noch anhält.
| Jahr      | 1962 | 1968 | 1975 | 1982 | 1990 | 1999 | 2006 | 2011 | 2022 |
| --------- | ---- | ---- | ---- | ---- | ---- | ---- | ---- | ---- | ---- |
| Einwohner | 122  | 114  | 111  | 105  | 110  | 133  | 126  | 133  | 150  |

## Sehenswürdigkeiten
- Pfarrkirche Saint-Germé

## Wirtschaft und Infrastruktur
Laméac liegt in den Zonen AOC der Schweinerasse Porc noir de Bigorre und des Schinkens Jambon noir de Bigorre.

### Verkehr
Laméac ist über die Routes départementales 14 und 44 erreichbar.